# Gouveia, Bồ Đào Nha
Gouveia là một huyện thuộc tỉnh Guarda, Bồ Đào Nha. Huyện này có diện tích 301 km², dân số thời điểm năm 2001 là 16122 người.